# Erythroxylum andrei
Erythroxylum andrei är en tvåhjärtbladig växtart som beskrevs av Timothy Plowman 1987. Erythroxylum andrei ingår i släktet Erythroxylum och familjen Erythroxylaceae. Inga underarter finns listade i Catalogue of Life.